# チュメニ州

チュメニ州
Тюменская область

チュメニ州（チュメニしゅう、ロシア語: Тюменская область, Tyumen Oblast'）は、ロシア連邦中部の州（オーブラスチ）。州都はチュメニ。ハンティ・マンシ自治管区とヤマロ・ネネツ自治管区を含む。
二つの自治管区を除いた面積・人口はそれぞれ160,122km²・1,601,940人（2021年国勢調査）で、人口密度は10.00人/km²。以下の解説は二つの自治管区を除いたものである。

## 地理
西シベリア平原の南部に位置する。南にカザフスタン共和国と国境を接する。ロシア連邦内では、北にハンティ・マンシ自治管区、東にオムスク州、西にクルガン州、スヴェルドロフスク州と隣り合う。主な川はイルティシ川と、その支流のトボリ川、イシム川。

## 行政区画

### 都市
チュメニのほか、トボリスク、イシムなど。

## 歴史
16世紀末よりロシア人の入植が始まった。トボリスクは長いあいだロシアのシベリア支配の拠点であった。1944年8月14日にオムスク州から分離された。

## 経済
石油工業、木材加工、自動車産業などが盛ん。

## 標準時
この地域は、エカテリンブルク時間帯の標準時を使用している。時差はUTC+5時間で、夏時間はない。（2011年3月までは標準時がUTC+5で夏時間がUTC+6、同年3月から2014年10月までは通年UTC+6であった）